# روح (فیلم ۲۰۰۰)
روح (پرتغالی: O Fantasma) یک فیلم اروتیک درام پرتغالی است که در سال ۲۰۰۰ منتشر شد.
این فیلم در پنجاه و هفتمین دورهٔ جشنواره فیلم ونیز به نمایش درآمد و برندهٔ جایزهٔ بهترین فیلم بلند در «جشنواره فیلم‌های لزبین و گِی نیویورک» شد.